# La Bastide-d'Engras
La Bastide-d'Engras is een gemeente in het Franse departement Gard (regio Occitanie) en telt 191 inwoners (1999). De plaats maakt deel uit van het arrondissement Nîmes.

## Geografie
De oppervlakte van La Bastide-d'Engras bedraagt 9,8 km², de bevolkingsdichtheid is 19,5 inwoners per km².
De onderstaande kaart toont de ligging van La Bastide-d'Engras met de belangrijkste infrastructuur en aangrenzende gemeenten.

## Demografie
Onderstaande figuur toont het verloop van het inwonertal (bron: INSEE-tellingen).